# 파테르노폴리
파테르노폴리(이탈리아어: Paternopoli)는 이탈리아 캄파니아주 아벨리노도의 코무네다.